# Tachosa acronyctoides
Tachosa acronyctoides är en fjärilsart som beskrevs av Walker 1873. Tachosa acronyctoides ingår i släktet Tachosa och familjen nattflyn. Inga underarter finns listade i Catalogue of Life.